# Олаф Гутфритссон
Олаф Гутфритссон (Анлав; в Ирландии — Амлайб Мак Гофрайд; норв. Olav Godfridsson, древненорв. Óláfr Guðrøðarson, ирл. Amlaíb Mac Gofraid; умер в 941) — король государства викингов в Дублине (под именем Олаф III; 934—941) и король государства викингов в Йорвике, ныне Йорк (под именем Олаф I; 939—941).

## Биография
Олаф происходил из скандинавско-ирландской династии Уи Имар. Его отец, король Дублина и Йорвика Готфрит I, был изгнан из Йорка в 927 году англосаксонским королём Этельстаном. После смерти отца в 934 году Олаф становится королём Дублина. В 937 году Олаф женится на дочери шотландского короля Константина II (имел в этом браке троих детей), после чего организует военно-политический союз против Этельстана, в который вошли сам Олаф, его тесть Константин II Шотландский и король Стратклайда Оуэн I. Объединённые войска трёх королей захватили Йорк и двинулись на юг. В битве при Брунанбурге это войско, состоявшее из скандинавов, шотландцев и валлийцев, было наголову разгромлено армией англосаксов под командованием Этельстана. Олаф сумел спастись, и с небольшим отрядом вернулся морем в Ирландию.
После смерти Этельстана в 939 году войска Олафа вновь вторгаются в северную Англию, высаживаются в Нортумбрии, занимают Йорк, маршируют на юг, безуспешно осаждают Нортгемптон и разоряют окрестности Тамуорта. У Лестера они встречаются с армией короля Англии Эдмунда I, однако архиепископы Кентерберийский и Йоркский сумели склонить королей к заключению мира. Согласно этому договору, к Олафу Гутфритссону в Англии перешли территории к северу от Мёрсии. В 941 году Олаф разграбил церковь Святого Байтера и сжёг городок Тинингем, и вскоре после чего скончался.